# 七つ森書館
株式会社七つ森書館（ななつもりしょかん）は、日本の出版社。
1985年（昭和60年）5月30日に設立。代表取締役の中里英章は、東京大学名誉教授（南アジア史）の中里成章の弟。物理学者の高木仁三郎に師事した。社名は宮沢賢治の詩の一節からとられている。

## 概要
『高木仁三郎著作集』（全12巻）の刊行など脱原発系の書目で知られる。
2004年、平和をめざす翻訳者たち編『世界は変えられる』により日本ジャーナリスト会議の市民メディア賞受賞。
2010年、村山常雄『シベリアに逝きし46300名を刻む』、原子力資料情報室『原子力市民年鑑2009』、布施哲也『官製ワーキングプア』、山口二郎編著『ポスト新自由主義』などのような、同社が標榜する“市民出版”の理念に基づき、現代の当面する課題に根源的に迫った出版活動が評価され、第25回出版梓会出版文化賞特別賞受賞。
2019年、中里英章が急死したため事業を精算。
評論家の佐高信は同社から22冊の著書を刊行したが、印税が未払いで「被害額は2000万円」に上ると苦言を呈した。

## 主な刊行物
- 『高木仁三郎著作集』（全12巻）
- 佐高信『教育革論』
- 佐高信・落合恵子編『戦争で得たものは憲法だけだ』
- 佐高信編『城山三郎と久野収の「平和論」』
- 鎌田慧『時代を刻む精神』
- 安田浩一『外国人研修生殺人事件』
- 山口二郎編『ポスト新自由主義』
- 布施哲也『官製ワーキングプア』
- 布施哲也『官製貧困社会』
- 布施哲也『官製クライシス』
- 花崎皋平『民衆主体への転生の思想 弱さをもって強さに挑む』